# Cártama
 Cártama  est une commune de la province de Malaga dans la communauté autonome d'Andalousie en Espagne.

## Géographie
Gibralgalia est une ville de la commune de Cártama.